# 300 (Comic)
300 ist eine Graphic-Novel-Miniserie, gezeichnet und geschrieben von Frank Miller, koloriert von seiner damaligen Frau Lynn Varley. Die Reihe ist im Original bei Dark Horse Comics erschienen.
Die Serie behandelt die Schlacht bei den Thermopylen, in der laut den Historien des antiken Chronisten Herodot der Spartanerkönig Leonidas mit dreihundert Spartiaten und fast 4000 weiteren Griechen eine gewaltige Übermacht der Perser zwei Tage aufhalten konnte und dabei umkam.

## Handlung
480 v. Chr. marschiert ein kleines Heer von Spartiaten durch das Kallidromos-Gebirge in Richtung auf die Thermopylen. In jenem Engpass wollen sie die Zehntausende zählende Armee der Perser aufhalten, die gekommen ist, Griechenland zu erobern. Beim abendlichen Feldlager erzählt Dilios die Geschichte eines jungen Spartaners, der in einer kalten Winternacht auf einen riesigen Wolf traf und diesen trotz seiner Schwäche und Unterlegenheit mit einem Trick und viel Mut töten konnte. Dieser Junge war König Leonidas I., der nun seine Männer voller Kampfeslust anführt.
Der König erinnert sich: Ein Jahr zuvor war ein Abgesandter des persischen Gottkönigs Xerxes nach Sparta gekommen, um die Unterwerfung der stolzen Stadt zu fordern. Leonidas lehnte dies nicht nur ab, sondern tötete auch den Abgesandten und seine gesamte Leibwache. Monate später besuchte er die Ephoren, die abgeschottete Priesterkaste Spartas, um sie um Unterstützung für einen Angriff gegen die Perser zu bitten. Die korrupten Priester lehnten jedoch ab, da ein anderer persischer Abgesandter sie bestochen hatte. Also blieb dem König nichts anderes übrig, als mit einer dreihundertköpfigen Leibgarde loszuziehen. Seine geliebte Frau, die genau wusste, dass sie ihn nicht lebend wiedersehen würde, ließ er ohne ein Wort der Zärtlichkeit zurück, denn in Sparta ist kein Platz für Gefühle und Schwäche.
Nachdem sie sich mit einem viel größeren, aber nicht annähernd so gut ausgebildeten Heer der Arkadier vereint haben, ziehen die Spartiaten weiter. Erneut stellt sich ihnen ein Abgesandter der Perser in den Weg, der diese Begegnung jedoch mit dem Verlust eines Armes bezahlt. Anschließend tritt Ephialtes auf den Plan, ein verkrüppelter und verstoßener Sohn Spartas, der Leonidas bittet, im Austausch für wichtige Informationen über einen Seitenpass im Gebirge in den Reihen der Spartiaten kämpfen zu dürfen. Leonidas erkennt seinen Mut an, erklärt ihm jedoch, dass er wegen seiner Missbildung nie seinen Schild hoch genug heben könne, um Teil einer spartanischen Phalanx zu sein. Verbittert wirft Ephialtes daraufhin seinen Schild von einer Klippe.
Kurz darauf beginnt der erste Großangriff der Perser, den die Spartiaten mit Mut und überlegener Kampfkunst abwehren können. Leonidas wird im Anschluss zu einer Audienz bei König Xerxes gebeten, der versucht, ihn mit Argumenten der Vernunft dazu zu bewegen, den Kampf aufzugeben. Leonidas lehnt ab und kann auch die nächste Angriffswelle, diesmal von Xerxes’ Leibwache, zurückschlagen. Eine persische Angriffswelle nach der anderen wird von den Spartiaten zerschlagen. Ephialtes führt, vom Hass zerfressen, die Perser über den versteckten Gebirgskamm, um den spartanischen Abwehrriegel zu umgehen. Leonidas, von allen Seiten eingeschlossen, schickt seinen Barden Dilios aus, um allen Griechen zu berichten, was an diesem Tag geschehen sei. Er selbst bleibt mit seinen Männern zurück, die ihrem König in einen blutigen Opfertod folgen.
Ein Jahr später berichtet Dilios, mittlerweile Hauptmann einer Armee von 40.000 Griechen, von der Schlacht in den Thermopylen und wie Xerxes’ Flotte wenig später vor Salamis vernichtet wurde. Nun zieht Griechenland vereint in die Schlacht von Plataiai, getrieben und ermutigt von der Erinnerung an Leonidas und seinen Dreihundert.

## Entstehung und Konzeption
Autor Frank Miller führt seine Begeisterung für das Thema auf den 1962 erschienenen Spielfilm „Der Löwe von Sparta“ zurück, den er als Kind im Kino sah, der ihn „nachhaltig beeindruckte“ und zu einer „lebenslangen Faszination für das antike Griechenland“ führte. In Kapitel 5 von The Big Fat Kill, dem dritten Band des preisgekrönten und 2005 verfilmten Comics Sin City, baute Miller Teile der 300-Thematik ein, um „sicherzugehen, dass sich kein anderer des Themas annimmt“. Die Planungen für 300 liefen damals bereits auf Hochtouren. In 300 habe ihm dabei weniger die historische Realität interessiert, als die Darstellung der Magie eines Momentes, in dem sich die Zukunft der Welt entschied.
Während Miller seine Spartaner als barbarisch und abstoßend charakterisiert und seine Distanz zu ihrer martialischen Kultur betont, wählte er für die Geschichte des Comics die Perspektive eines in die Dynamik der Spartaner eingebundenen Erzählers (Dilios), der das Vorgehen und den Glauben seiner Waffenbrüder bedingungslos teilt. Diese Perspektive weckt auf der einen Seite eine, wie Zack Snyder es nennt, „grenzverschiebende Schaulust“ und eine düster-faszinierende, ambivalente Anziehungskraft. Diese Perspektive ist aber vor allem ein hervorragender Boden für Millers Hang zur visuellen Doppelbödigkeit. Miller ist durchaus davon überzeugt, dass die historischen Spartaner in einer Welt voller Aberglaube und Chaos auf eine gewisse Weise für Vernunft und Freiheit stritten.

## Veröffentlichungen und Fortsetzung
Die Miniserie erschien 1998 bei Dark Horse Comics (USA). Im deutschsprachigen Raum erschien die Serie 1999 zunächst im Verlag Schreiber & Leser und wurde im Juni 2006 vom Cross-Cult-Verlag neu aufgelegt.
Der zweite Band Xerxes (2018) vom selben Zeichner, stellt die komplette Zeit der Perserkriege bis zum Untergang des Perserreichs durch Alexander den Großen dar und erschien 2019 erstmals im deutschsprachigen Raum (Cross Cult).

## Verfilmungen
Der Comic wurde von Warner Bros. unter der Regie von Zack Snyder verfilmt. König Leonidas wird in der Verfilmung von Gerard Butler verkörpert. Um die Stimmung, die Miller in seinem Comic erzeugt, originalgetreu wiederzugeben, wurden alle Aufnahmen im Studio gedreht und die Kulisse ausschließlich digital erzeugt eingefügt. Der Film kam in Deutschland am 5. April 2007 in die Kinos.
Im Frühjahr 2014 kam mit 300: Rise of an Empire die Fortsetzung des ersten Films in die Kinos. Darin werden verschiedene Seeschlachten der Perserkriege, insbesondere die Schlacht bei Artemision, behandelt.

## Rezeption
Die Geschichte erhielt verschiedene Preise, darunter 1999 den Eisner Award für „Beste Mini-Serie“, „Bester Zeichner“, „Bester Texter“ und „Beste Colorierung“. Außerdem erhielt die Serie den Harvey Award für „Beste Miniserie“ und „Beste Colorierung“.
In 1001 Comics bezeichnet Nicolas Finet den Comic als „ein einziges fulminantes Schlachtengemälde“, dessen Bilder durch das Querformat ihre grafische Wucht ganz entfalten könnten.